# VdB 132
vdB 132 è una nebulosa a riflessione visibile nella costellazione del Cigno.
Si individua nella parte settentrionale della costellazione, poco meno di 3° a nord della stella Sadr; il periodo più indicato per la sua osservazione nel cielo serale ricade fra i mesi di giugno e novembre ed è notevolmente facilitata per osservatori posti nelle regioni dell'emisfero boreale terrestre.
Questa e la vicina NGC 6914 costituiscono un piccolo sistema di nebulose a riflessione allungato in senso nord-sud; il legame con la grande nebulosa IC 1318 e i suoi tenui filamenti rossastri è ben evidente e l'intero complesso si trova alla distanza di circa 1690 parsec (5500 anni luce), nei pressi della brillante e compatta associazione Cygnus OB2. La nebulosa vdB 132 riflette la luce di BD+41°3737, una stella azzurra di sequenza principale avente classe spettrale B3V e una magnitudine 9,27; si tratta inoltre di una stella binaria, nota anche con la sigla ADS 13832.